# Acidava
Acidava (Acidaua) va ser una fortalesa dàcia i posteriorment romana situada al riu Olt, prop del baix Danubi. Les restes dels assentaments es troben a l'actual Enoşeşti, comtat d'Olt, Oltènia, Romania.

## Història

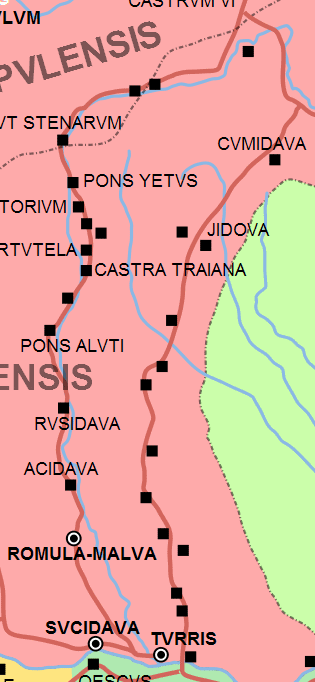
Acidava dins de Limes Alutanus – Línia vermella a l'esquerra

Després de la conquesta romana de Dàcia per l'emperador romà Trajà, Acidava es va convertir en un centre civil i militar, amb la construcció de castres a la zona. Acidava formava part del Limes Alutanus, una línia de fortificacions construïdes sota l'emperador Hadrià que va de nord a sud al llarg de l'Alutus, el riu Olt. La funció de les línies era vigilar els Roxolani cap a l'est i dissuadir qualsevol possibilitat d'un atac enemic.
Acidava està representada a la Tabula Peutingeriana entre Romula i Rusidava.
El mateix document representa una segona Acidava, entre Cedoniae i Apula, però alguns autors creuen que en realitat es tracta d'un error de còpia i el nom correcte és Sacidava, una altra ciutat dacia.